# 조련 (배우)
조련(한국 한자: 趙蓮, 1970년 8월 29일 ~ )은 대한민국의 배우이다.

## 생애
본관은 한양(漢陽)이며 신장은 161cm이고 체중은 48kg이며 1970년 8월 29일 서울에서 소설가 겸 시인 곽의진의 딸로 출생하였고 경기도 가평군 청평면 대성리에서 잠시 유년기를 보낸 적이 있다.
그녀는 1991년 연극배우로 첫 데뷔하였고 1994년 뮤지컬 배우로 데뷔하였으며 2000년 영화 《오! 수정》의 단역으로 영화 배우로 데뷔하였다. 이후 텔런트로도 활약하였다.
남편은 배우 겸 연출가 우현이며, 외자 부부로 유명하다. 현재는 가족들과 함께 방송에 출연하고 있다.
서울예술전문대학 입학 동기로는 영화감독 장항준·장진· 배우 김나운·장현성·이철민·임원희·고창석·박상민·홍일권·정재영·정웅인·임승대(같은 연극학과 입학 동기)·희극인 이병진(이상 방송연예학과)·희극인 김경식(이상 광고창작학과)·배우 최재원·김호진·오지영·이시은(이상 영화학과) 등이 있다.

## 학력
- 1991년 서울예술전문대학 연극학과 (89학번) 전문학사 졸업

## 출연작

### 연극
- 《서천 꽃밭》
- 《라이어》
- 《더가구》

### 뮤지컬
- 《지하철 1호선》
- 《넌센스》
- 《모스키토》
- 《개똥이》
- 《줌데렐라》
- 《레미제라블》

### 영화
- 2000년 《오! 수정》
- 2005년 《왕의 남자》
- 2005년 《이대로, 죽을 순 없다》
- 2006년 《라디오 스타》 - 순영 역
- 2006년 《도마뱀》
- 2006년 《음란서생》
- 2006년 《올드 미스 다이어리》
- 2007년 《니 말을 믿으라는 거야》
- 2011년 《헤드》 - 떡볶이집 주인 역
- 2015년 《조선명탐정: 사라진 놉의 딸》 - 아낙 1 역
- 2015년 《경성학교: 사라진 소녀들》 - 가사교사 역

### 드라마
- 2012년 KBS2 주말드라마 《내 딸 서영이》 - 유만호의 아내 역
- 2012년 JTBC 일일시트콤 《청담동 살아요》 - 특별출연
- 2014년 MBN 주말드라마 《천국의 눈물》
- 2014년 OCN 주말드라마 《아름다운 나의 신부》
- 2015년 JTBC 주말드라마 《송곳》
- 2016년 KBS2 월화드라마 《백희가 돌아왔다》
- 2016년 KBS2 금요드라마《마음의 소리》 - 특별출연
- 2017년 KBS2 금토드라마 《고백부부》
- 2018년 OCN 주말드라마 《보이스 2》 - 조아진의 이모 역
- 2018년 tvN 주말드라마 《나인룸》
- 2018년 JTBC 월화드라마 《일단 뜨겁게 청소하라》 - 정혜원 역 (특별출연)
- 2019년 JTBC 월화드라마 《꽃파당: 조선혼담공작소》 - 주막 주모 역 (특별출연)
- 2019년 OCN 주말드라마 《모두의 거짓말》 - 백인혜 역
- 2019년 KBS2 단막극 《KBS 드라마 스페셜 - 굿바이 비원》 - 다은의 어머니 역
- 2020년 KBS2 수목드라마 《어서와》 - 방실 역
- 2020년 JTBC 금토드라마 《경우의 수》 - 박미숙 역
- 2020년 JTBC 월화드라마 《18 어게인》 - 대영의 어머니 역 (8회 특별출연)
- 2020년 카카오TV 오리지널 드라마 《아름다웠던 우리에게》 - 이찬희 역
- 2021년 tvN 단막극 《드라마 스테이지 - 덕구 이즈 백》 - 지화자 역
- 2021년 SBS 월화드라마 《라켓소년단》 - 나우찬의 어머니 역
- 2021년 KBS2 수목드라마 《학교 2021》 - 김선자 역
- 2022년 tvN 월화드라마 《멘탈코치 제갈길》

### 텔레비전 프로그램
- 2013년 JTBC 《유자식 상팔자》

### 라디오 프로그램
- 2015년 EBS FM 《EBS 책 읽는 라디오 낭독 시리즈》